# 立木洋
立木 洋（たちき ひろし、1931年3月11日 - 2017年6月20日）は、日本の政治家。元・参議院議員（日本共産党公認、5期）。日本共産党中央委員会副議長、党副委員長などを務めた。

## 来歴
1931年、日本統治下の旧朝鮮新義州に生まれる。3歳の時に満洲国安東省に移り、中国の東北人民大学を卒業する。1952年に入党。1959年に内地に引き揚げ、高知県内の家電販売店でセールスマン、経理部長、常務を務めた。
党内では、1959年から高知地区南部細胞長、同地区委員、同委員長代理、高知県委員を歴任。1964年からは党本部にて勤務し、中央委員会国際部員、国際部長代理を務める。第12回党大会（1973年）から中央委員、第14回党大会（1977年）から幹部会委員、1984年7月から常任幹部会委員を務める。1987年12月に書記局員。第19回党大会（1990年）から中央委員会副議長、第21回党大会（1997年）から幹部会副委員長を務めた。
1974年の参院選に初当選以来、参議院議員を5期連続で務める。議員時代は党国際部長、国際委員会責任者、外交政策委員長、統一戦線部長、平和問題対策会議責任者、国会議員団総会長などを歴任。党内ではおもに国際関係の役職を務めた。議員としては、細川、村山両政権下で農産物の輸入自由化問題が浮上した際には、国内農業を保護する立場から反対の論陣を張った。2000年12月に体調不良のため引退を表明。
第22回党大会（2000年）で党の役職を引退し、名誉役員に推された。2017年6月20日、老衰のため千葉県の病院で死去。86歳没。

## 国政選挙歴
- 1974年 - 第10回参議院議員通常選挙（全国区）642,235票 初当選[4]
- 1980年 - 第12回参議院議員通常選挙（全国区）674,958票 2期目の当選[5]
- 1986年 - 第14回参議院議員通常選挙（比例代表区）3期目の当選[6]
- 1992年 - 第16回参議院議員通常選挙（比例代表区）4期目の当選[7]
- 1998年 - 第18回参議院議員通常選挙（比例代表区）5期目の当選[8]

## 著書

### 単著
- 『中国・ベトナム・カンボジア』日中出版、1980年。ASIN B000J8BITA
- 『国際政治と民族自決権』新日本出版社、1986年。ISBN 4-406-01381-4
- 『世界政治の岐路と平和の選択』新日本出版社、1990年。ISBN 4-406-01906-5
- 『非核の世界か核の独占か - 核不拡散条約体制と核兵器廃絶の課題』新日本出版社、1994年。ISBN 4-406-02315-1

### 共著
- 『非同盟・中立』新日本新書、1977年、ASIN B000J8Y7QG。岡倉古志郎、土生長穂との共著。